# 33-й Нью-Йоркский пехотный полк
33-й Нью-Йоркский добровольческий пехотный полк (англ. 33rd New York Volunteer Infantry Regiment), он же Ontario Regiment — один из пехотных полков армии Союза во время Гражданской войны в США. Полк был сформирован в мае 1861 года сроком на 2 года и участвовал во всех сражениях на востоке от сражения при Уильямсберге до сражения при Чанселорсвилле. 14 мая рядовые, записанные на 3 года службы были переведены в 49-й Нью-Йоркский пехотный полк. 2 июня 1863 года полк был расформировал из-за истечения срока службы.

## Формирование
Полк был сформирован под руководством полковника Роберта Тейлора 22 мая 1861 года в Эльмире и там же принят на службу в армию США сроком на два года 3 июля 1861 года (срок отсчитывался от 22 мая). Первым командиром полка стал полковник Роберт Тейлор, подполковником Кельвин Уокер, майором Роберт Манн.
Полк был вооружён капсюльными мушкетами образца 1842 года (калибра 69.).

## Боевой путь
8 июля полк покинул Нью-Йорк и отбыл в Вашингтон, где был размещён в укреплениях столицы, в Кэмп-Гренджер. В августе полк перевели в Кэмп-Лайон и включили в бригаду Уильяма Смита. В сентябре рядовые участвовали в строительстве форта Эллен и форта Мерси. 25 сентября полк включили во 2-ю бригаду дивизии Смита (бригаду Исаака Стивенса, с 24 октября — бригада Дэвидсона).
В марте 1862 года дивизии Потомакской армии были сведены в корпуса и дивизия Смита вошла в IV корпус Потомакской армии. 10 марта армия начала наступление на Манассас, но уже 23 марта полк погрузился на транспорта и был отправлен на Вирджинский полуостров, где в апреле участвовал в осаде Йорктауна. В начале мая дивизия Смита была переведена в VI корпус Потомакской армии. 5 мая бригада Дэвидсона участвовала в сражении при Уильямсберге. В этом бою полк потерял 3 человека убитыми и 7 человек ранеными.
23 мая дивизия Стоунмана подошла к Механиксвиллу и на её усиление была выделена бригада Дэвидсона. Часть 33-го полка была развёрнута в пикетную цепь 24 мая. 25 мая три роты полка были развернуты в стрелковую цепь и подошли к Механиксвиллу, где обнаружила противника. Стрелки 33-го оказались между огнём противника и огнём своих частей, но вскоре тяжёлая артиллерия выбила южан из Механиксвилли, а генерал Дэвидсон дал команду к атаке и 33-й и 77-й полки бросились вперёд и очистили село от противника. Части полка остались в Механиксвилле до утра, после чего отступили к остальной бригаде за реку Бивер-Дем.
25 июня началась Семидневная битва, в которой VI корпус был задействован незначительно. Полк потерял 1 офицера и 8 рядовых убитыми, 1 офицера и 19 человек пропавшими без вести. После сражения полк отступил в Харрисон-Лендинг, откуда 16 августа был направлен в форт Монро и переправлен по морю в Сентервилл. Полком в это время командовал подполковник Корнинг. 1 сентября полк прикрывал отступление разбитой армии Джона Поупа.
6 сентября началась Мерилендская кампания. 14 сентября шли бои в Южнах горах, в ходе которых полк задействован не был.
17 сентября бригада под командованием полковника Уильяма Ирвина прибыла на поле боя при Энтитеме. Днём полк участвовал в перестрелках у Санкен-Роуд, где потерял 9 человек убитыми и 38 человек ранеными.
После сражения полк почти месяц простоял в Мериленде. В октябре рота D была распущена и сформирована новая рота из новобранцев. 29 октября началось наступление на Фалмут, а 12 декабря полк участвовал в сражении при Фредериксберге, где опять не был активно задействован.
В январе полк участвовал в «Грязевом марше» Бернсайда. Весну провёл в Фалмуте, а 29 апреля началась Чанселорсвиллская кампания. К этому моменту полк числился в дивизии Эльбиона Хау, в бригаде Томаса Нейла. 3 мая бригада Нейла участвовала во втором сражении при Фредериксберге, где штурмовала Высоты Мари. В этом бою полк потерял 1 офицера и 26 рядовых убитыми, 4 офицеров и 116 рядовых ранеными и 74 человека пропавшими без вести. Вечером того же дня произошло сражение при Салем-Чёрч, но бригада Нейла в бой введена не была. На следующий день она была ограниченно задействована в сражении при Бэнкс-Форд.
14 мая рядовые, записанные на три года службы, были переведены в 49-й Нью-Йоркский пехотный полк.
2 июня полк был расформирован в Нью-Йорке в связи с истечением сроков службы. На момент расформирования его полковником был Роберт Тейлор, подполковником Джозеф Корнинг и майором Джон Платнер.